# Hrabstwo Tyler (Teksas)

Piramida wieku hrabstwa

Hrabstwo Tyler – hrabstwo w USA, w południowo–wschodnim Teksasie, z siedzibą w mieście Woodville. Utworzone w 1846 r. Północną i wschodnią granicę hrabstwa wyznacza rzeka Neches. Obszar hrabstwa niemal w całości pokryty jest przez lasy, w tym lasy sosnowe. 

## Sąsiednie hrabstwa
- Hrabstwo Angelina (północ)
- Hrabstwo Jasper (wschód)
- Hrabstwo Hardin (południe)
- Hrabstwo Polk (zachód)

## Gospodarka
41% areału gospodarstw to obszary leśne, 35% pasterskie i 17% jest wykorzystywanych do upraw.
- przemysł drzewny[3]
- szkółkarstwo, uprawa warzyw, jagód, orzechów pekan i oliwek[2][4]
- hodowla drobiu, koni i trzody chlewnej[2]
- wydobycie gazu ziemnego i ropy naftowej[5]
- akwakultura[2].

## Miasta
- Chester
- Colmesneil
- Ivanhoe
- Ivanhoe North
- Woodville

## CDP
- Warren

## Demografia
- biali nielatynoscy – 76,9%
- czarni lub Afroamerykanie – 11,9%
- Latynosi – 8,9%
- rasy mieszanej – 1,8%
- rdzenni Amerykanie – 1%
- Azjaci – 0,7%[6].

## Religia
Członkostwo w 2020 roku:
- ewangelikalni – ok. 45% (gł. baptyści – ok. 35%, zielonoświątkowcy (8 zborów) i bezdenominacyjni – 3,8%)
- katolicy – 3,4%
- inni protestanci – 3,1% (w większości metodyści)
- mormoni – 2,9%
- świadkowie Jehowy – 1%.

## Drogi główne
- U.S. Highway 69
- U.S. Highway 190
- U.S. Highway 287